# The Smurfs: A Christmas Carol
The Smurfs: A Christmas Carol is een korte animatiefilm uit 2011 rond de Smurfen. Het is een bewerking van A Christmas Carol van Charles Dickens, waarbij Moppersmurf de rol van Ebenezer Scrooge kreeg toebedeeld. De film verscheen enkel op dvd als bonus bij de langspeelfilm De Smurfen, meer bepaald bij een bundel van de dvd-versie en de 3D-versie op blu-ray.
Het verhaal combineert digitale animatie voor het heden met klassieke tekenfilm voor Moppersmurfs droombeelden. Sony Pictures Imageworks stond in voor de digitale animatie. Die werd gemaakt door dezelfde ploeg als de langspeelfilm. Aangezien Sony Pictures Imageworks enkel digitaal animeert, werd voor het tekenfilmgedeelte beroep gedaan op Duck Studios, waarvan enkele medewerkers nog hadden meegewerkt aan de tekenfilmserie uit de jaren tachtig.
Regisseur van de film is de Canadees Troy Quane, die de Smurfen kende van de Franstalige strips die hij las in zijn kindertijd. De Smurfen en Asterix inspireerden hem om te gaan tekenen en animeren. Als kind tekende hij zelfverzonnen stripverhalen rond hun universum. Quane was dan ook enthousiast toen hem gevraagd werd de Smurfen te animeren.
Het idee voor de film kwam tijdens het maken van de langspeelfilm. De dvd van die film zou uitkomen in de kerstperiode, wat de beslissing voor het kerstthema van de korte film stuurde.

## Verhaal
De Smurfen bereiden hun kerstfeest voor. Iedere Smurf helpt normaal mee aan dat feest, maar dit jaar heeft Moppersmurf - die normaal de ster op de kerstboom plaatst - daar geen zin in.
Om Moppersmurf de betekenis van Kerstmis opnieuw te leren kennen, past enkel een magisch middel: Moppersmurf valt in een diepe slaap en raakt in een droom verstrikt. 
Als eerste verschijnt daarin Smurfin als geest van het verleden. Zij confronteert Moppersmurf met de gebeurtenissen in het verleden die de reden vormen waarom Moppersmurf zo'n hekel heeft aan Kerstmis. Oorspronkelijk hield Moppersmurf best van Kerstmis en had elk jaar dezelfde wens: als kerstcadeau een deltavlieger krijgen, zodat hij af en toe kon wegvliegen van alle drukte van de andere Smurfen. Elk jaar kreeg hij echter een nieuwe muts van Grote Smurf, net als elke andere Smurf. Uiteindelijk werd hij de jaarlijkse teleurstelling zo beu dat hij Kerstmis is gaan haten.
Als tweede komt Brilsmurf als geest van het heden. Hij toont Moppersmurf wat de gevolgen zijn als hij de ster niet op de boom zet: iemand anders moet het dan doen. Als Klungelsmurf de taak op zich neemt, dan dreigt de kerstboom door deze schijnbaar banale actie te verbranden. Vervolgens toont de geest Moppersmurf dat Grote Smurf elk jaar zelf de mutsen maakt en er een persoonlijke toets aan geeft.
Tot slot komt Potige Smurf als geest van de toekomst. Hij toont de gevolgen die op Kerstmis kunnen gebeuren als hij niet van gedachten verandert: de Smurfen zoeken hoe ze Moppersmurf weer vrolijk kunnen maken en gaan daarvoor op zoek naar een nieuwe kerstboom. Ze worden tijdens hun zoektocht echter gevangengenomen door Gargamel. Gargamel en Azraël gaan ook achter Moppersmurf aan. Tijdens de vlucht valt die in Gargamels grote ketel.
De val maakt Moppersmurf wakker, nog voor kerstochtend. Onmiddellijk gaat hij aan het werk om het dorp nog meer in een kerstsfeer te gieten. Hij bekent dat hij fout zat. Grote Smurf geeft hem zijn kerstgeschenk: een nieuwe hoed. Hij geeft toe dat het niet de deltavlieger is zoals hij elk jaar vroeg, maar dat de muts wel speciaal voor hem gemaakt is. Deze woorden maken Moppersmurf duidelijk dat de muts toch speciaal is: wat uitgerekt blijkt de muts heel geschikt als deltavlieger. Moppersmurf is blij met zijn muts en besluit dat hij het haat dat het maar één keer per jaar Kerstmis is.

## Stemmen
| Personage    | Originele stem | Nederlandse stem      |
| ------------ | -------------- | --------------------- |
| Grote Smurf  | Jack Angel     | Jack Wouterse         |
| Brilsmurf    | Fred Armisen   | Florus van Rooijen    |
| Gargamel     | Hank Azaria    | Tygo Gernandt         |
| Potige Smurf | Gary Basaraba  | Fred Meijer           |
| Moppersmurf  | George Lopez   | Johnny Kraaijkamp jr. |
| Smurfin      | Melissa Sturm  | Kim-Lian van der Meij |
| Klungelsmurf | Anton Yelchin  | Sascha Visser         |
| Azraël       | Frank Welker   | Frank Welker          |

Sommige personages in deze film werden niet door de oorspronkelijke stemacteurs uit de langspeelfilm ingesproken. Smurfin wordt niet gespeeld door Katy Perry, omdat die op tournee was. Grote Smurf werd voor deze film ingesproken door Jack Angel, die voorheen in de tekenfilmserie uit de jaren tachtig te horen was.
Overige stemmen: Kirk Baily, Daniel Fink, Jeff Fischer, Jess Harnell, Craig Kellman en Hans Tester.
Andere Nederlandse stemmen werden ingesproken door: Dieter Jansen (als Lolsmurf), Thijs van Aken (als Knutselsmurf), Sander de Heer (als Koksmurf) en Paul Disbergen (als Hippe Smurf).